# Муртыш Баш
Муртыш Баш (тат. Мортышбаш) — деревня в Сармановском районе Татарстана.

## История
Село известно с 1755 года. Муртыш-Баш являлось поселением башкир Салаушевской тюбы Байларской волости. Ранее село называлось Апасево.
В XVIII-XIX вв. жители в сословном отношении делились на башкир-вотчинников и тептярей. Занимались земледелием, разведением скота. По ревизии 1834 года в д. Муртыш-Баш было учтено: мужского пола — 77, женского — 88 душ.
В «Списке населенных мест по сведениям 1870 года», изданном в 1877 году, населённый пункт упомянут как деревня Муртыш-баш 2-го стана Мензелинского уезда Уфимской губернии. Располагалась при речке Муртышке, по левую сторону коммерческого тракта из Бирска в Мамадыш, в 63 верстах от уездного города Мензелинска и в 21 версте от становой квартиры в селе Александровское (Кармалы). В деревне, в 158 дворах жили 901 человек (450 мужчин и 451 женщина, татары, башкиры), были мечеть, училище. Жители занимались земледелием, скотоводством.
По сведениям переписи 1897 года, в деревне Муртыш-Баш Мензелинского уезда Уфимской губернии жили 1299 человек, из них 1280 мусульман.
В начале XX века в Муртыш-Баше функционировали мечеть, мектеб, 2 водяные мельницы , 3 крупообдирки, 2 зерносушилки. В 1905 году на 269 дворов — 1082 жителя. В деревне были (1905 г.) 2 мельницы, 3 бакалейные лавки, хлебозапасный магазин. В этот период земельный надел сельской общины составлял 3444,6 дес. До 1920 деревня входила в Альмет-Муллинскую волость Мензелинского уезда Уфимской губернии.

## Описание
В 2013 году в деревне открылся сельский клуб, который включает в себя сельский Дом культуры на 100 посадочных мест и фельдшерско-акушерский пункт.

## Население
В 1959 году 298, 1987 году 255, 2000 году 223, 2010 году 243 человек.